# Свято кохання
«Свято кохання» — фільм 2007 року.

## Зміст
Існує міф про грецьких богів. Їм стало нудно і вони створили людей. Та їм все одно було нудно і вони придумали кохання. Звідтоді вони не нудьгували. А ще вони вирішили випробувати кохання на собі. І в результаті боги винайшли сміх. Щоб не надто страждати.